# 芦苞涌
芦苞涌，位于中国广东省佛山市三水区及广州市花都区，是北江主要的分流河道。芦苞涌在芦苞水闸处从北江分出，流经三水区芦苞镇赤岗村、花都区炭步镇大涡、闵岗等地至南海区官窑，与西南涌汇合。全长37公里，集雨面积33.8平方公里。